# عود منقاري
عود منقاري (الاسم العلمي:Aquilaria rostrata) هو نوع من النباتات يتبع جنس العود من الفصيلة المثنانية.